# East Hill Cliff Railway
| East Hill Cliff Railway        | East Hill Cliff Railway  |
| ------------------------------ | ------------------------ |
| East Hill Cliff Railway (2017) |                          |
| Streckenlänge:                 | 0,081 km                 |
| Spurweite:                     | 1524 mm (Russische Spur) |
| Maximale Neigung:              | 780 ‰                    |
|                                |                          |

Die East Hill Cliff Railway, oder auch East Hill Lift genannt,  ist eine Standseilbahn in der Stadt Hastings in Großbritannien. Nachdem ähnliche Anlagen in Broadstairs und Margate geschlossen wurden, ist sie mit einer Steigung von bis zu 78 % die steilste britische Bahn.

## Geschichte und Beschreibung

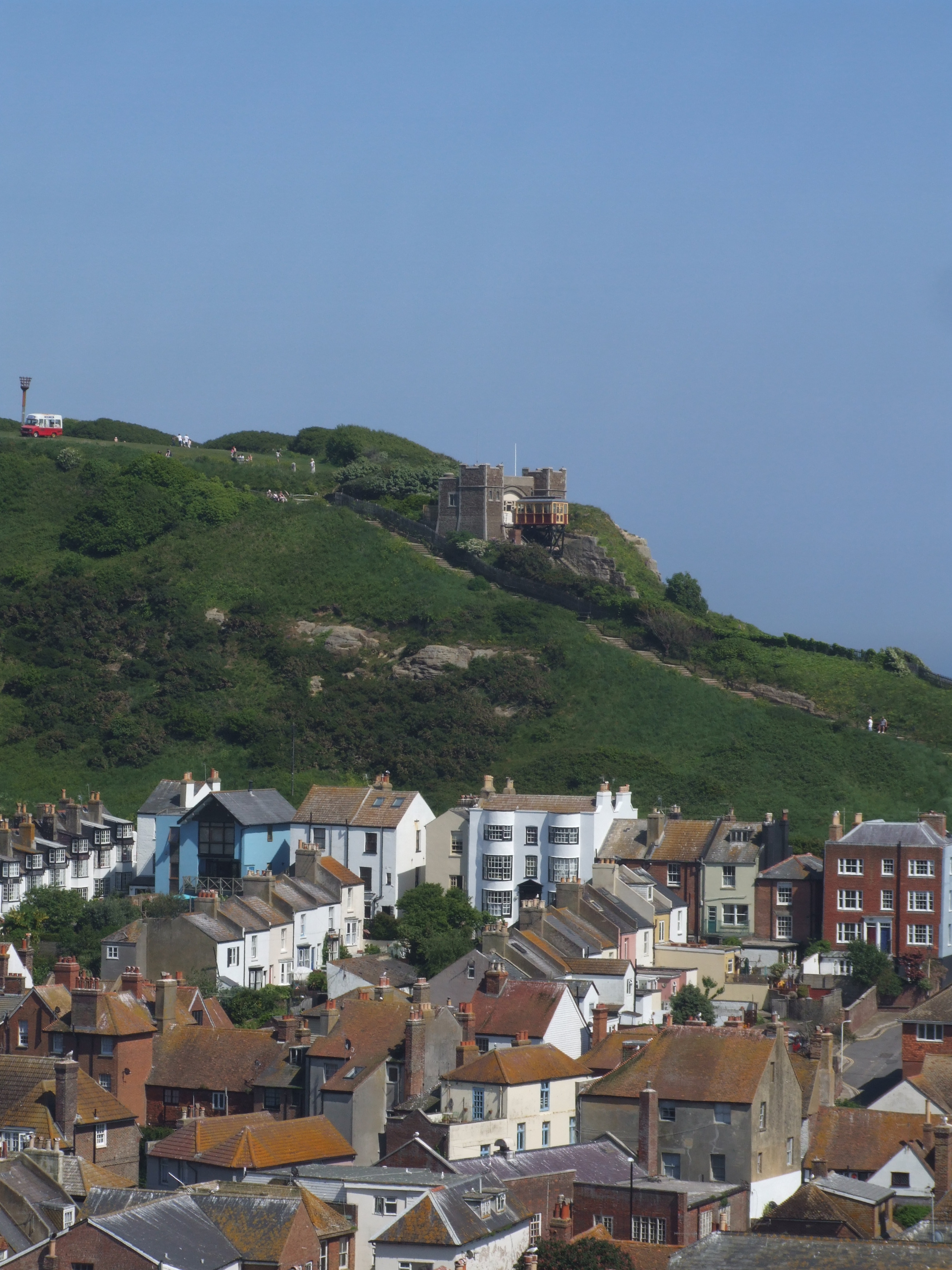
Blick über Hastings auf die Bergstation

Das ca. 90.000 Einwohner zählende Seebad Hastings liegt in der Grafschaft East Sussex im Südosten Englands. Die Standseilbahn führt von der Altstadt auf das Plateau oberhalb der Klippen und überwindet dabei einen Höhenunterschied von knapp 50 m. Zweck ihrer Errichtung war der Tourismus – vom Rand der Klippen aus bietet sich ein weiter Blick über die Küste und den Ärmelkanal.
Die Strecke wurde am 9. April 1903 vom Hastings Borough Council eröffnet. Anders als die nahe West Hill Cliff Railway, die in einem Tunnel auf das Plateau führt, wurde für die Trasse der East Hill Cliff Railway ein 6,5 m breiter und bis zu 36 m tiefer Einschnitt in den Felshang gebaut. Gebaut wurde sie von vormals arbeitslosen Männern der Stadt, Ingenieur war P H Palmer; die Anlagen lieferte die Easton and Company Limited. Die Strecke ist 81 m lang, die Spurweite beträgt 1524 mm. Sie wurde zweispurig angelegt, jedes der beiden Fahrzeuge befährt ein eigenes Gleis. Die Gleise sind mit jeweils zwei zusätzlichen Sicherheitsschienen für Notbremsungen versehen.
Ursprünglich war die Bahn mit einem Wasserballastantrieb ausgestattet. Dabei wurde ein Tank unter dem Boden des in der Bergstation stehenden Fahrzeugs mit Wasser gefüllt. Durch dessen Gewicht wurde dieses talwärts und zugleich das entgegenkommende Fahrzeug bergwärts gezogen. Nach der Ankunft in der Talstation wurde der Tank geleert und das Wasser wieder elektrisch in die Tanks in der Bergstation gepumpt. Letztere waren in den beiden Türmen des an eine Burg erinnernden Bauwerks untergebracht und hatten ein Fassungsvermögen von jeweils 1200 Gallonen (ca. 4550 l). Nahe der im Landhausstil errichteten Talstation existierte ein kleinerer Tank, der vorübergehend das dort von den Fahrzeugen abgegebene Wasser aufnahm.
Zwischen 1973 und 1976 wurde die Bahn modernisiert. Sie erhielt neue Fahrzeuge, der Wasserballastantrieb wurde durch einen elektrischen Antrieb ersetzt. Nach einem Unfall im Juni 2007, bei dem wegen eines defekten Fahrpults und einer daraus resultierenden Bremsstörung Fahrzeuge und Stationen beschädigt wurden, ruhte der Bahnbetrieb. Im Jahr darauf entschied der Hastings Borough Council, die Stationen zu reparieren und neue Wagen anzuschaffen. Die Kontroll- und Sicherheitssysteme wurden ersetzt, und im März 2010 wurde die East Hill Cliff Railway wiedereröffnet.
Die Wagen mit Holzaufbauten der ersten Generation konnten bis zu 20 Fahrgäste befördern, die Fahrzeuge des Jahres 1976 hingegen nur noch 16 Personen. Mit der Bahn kann der auf dem Plateau gelegene Hastings Country Park erreicht werden. Während des Zweiten Weltkriegs wurde die Anlage von der Armee betrieben, um auf den Klippen gelegene militärische Einrichtungen zu versorgen.

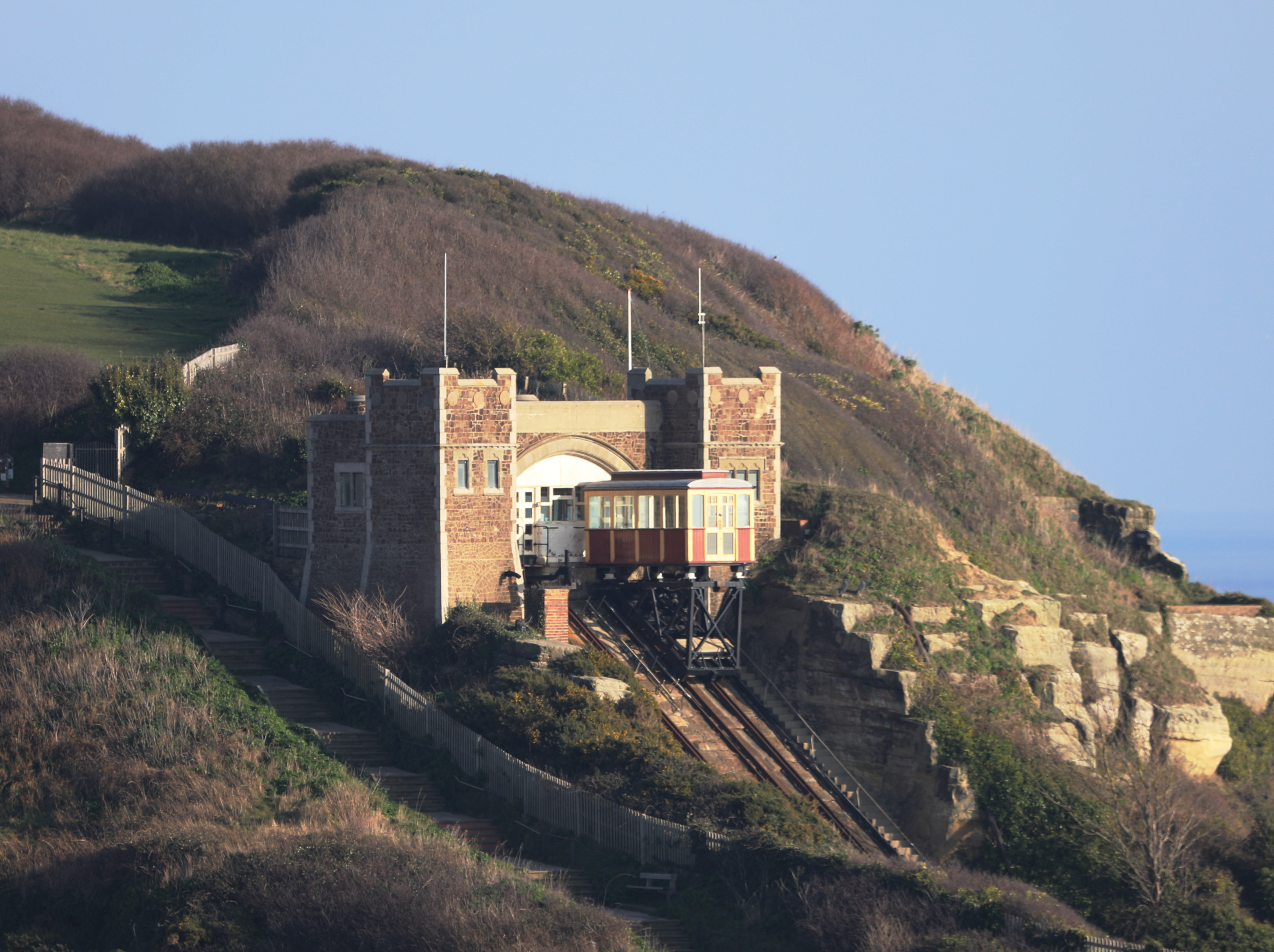
Bergstation mit Fahrzeug der 3. Generation
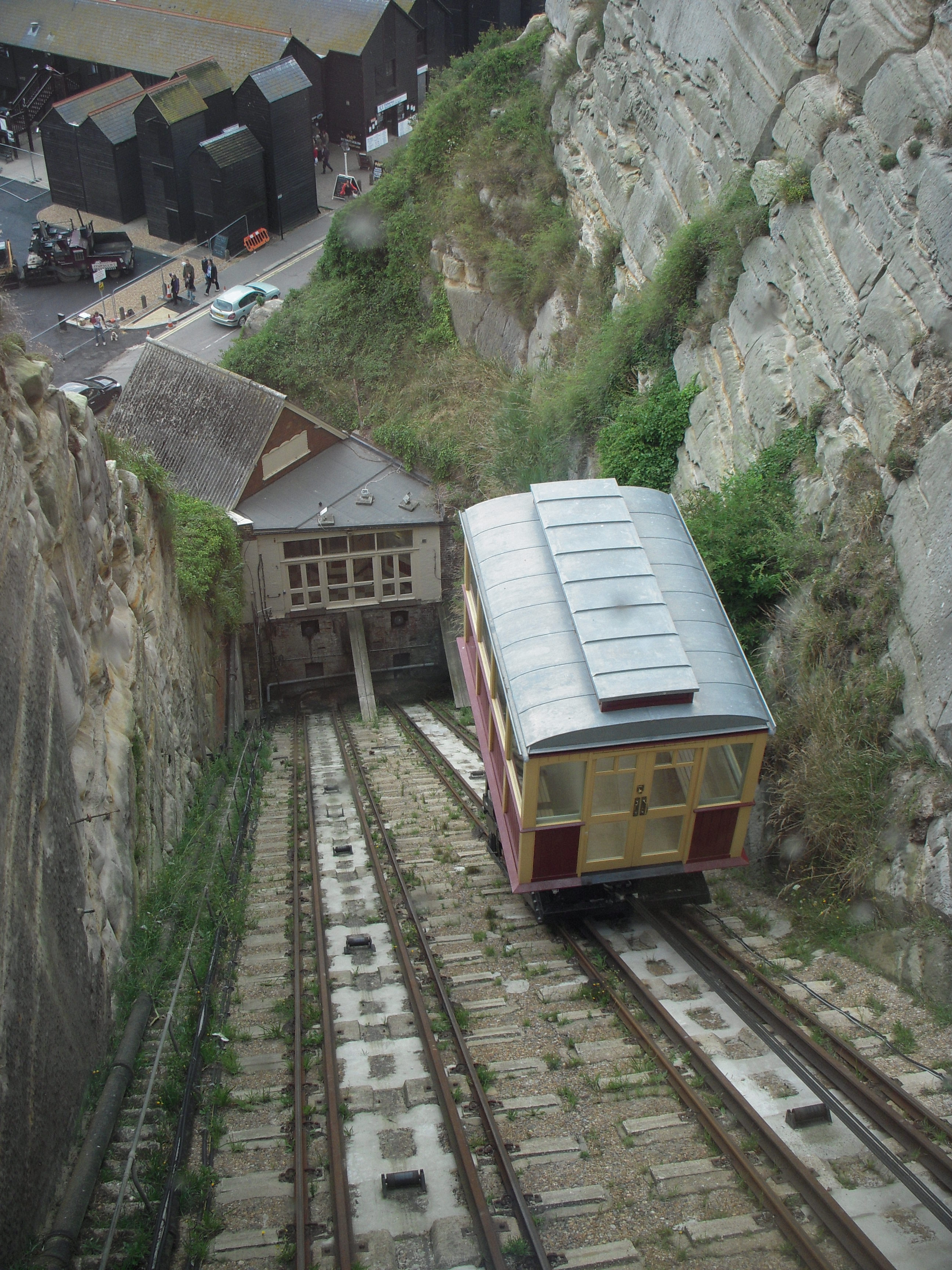
Blick auf die Talstation (2011)
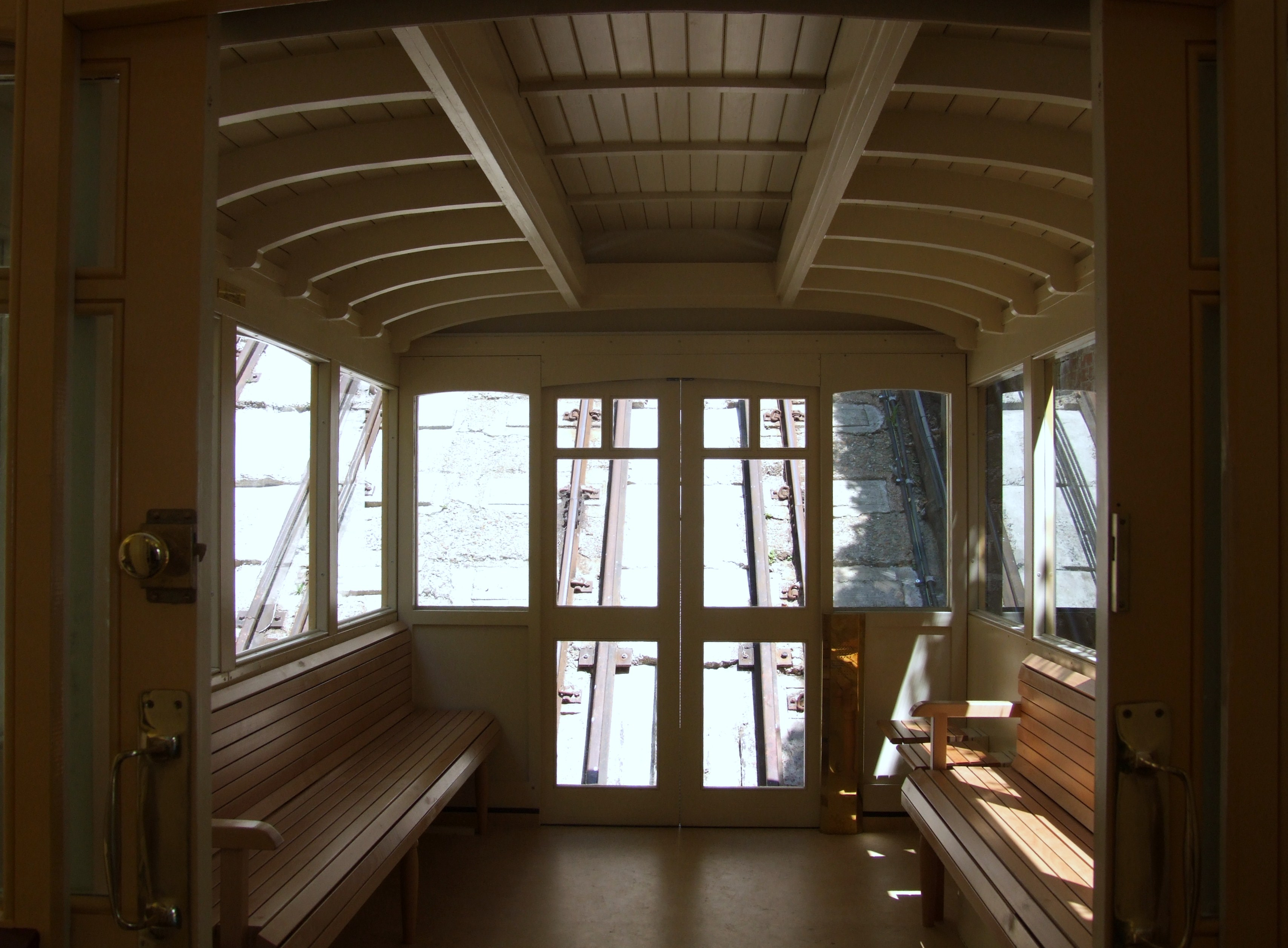
Fahrgastraum eines aktuellen Wagens